# 이탈리아 요리의 식사 구성
이탈리아는 유럽식 식사 구조의 정형적인 형태를 띠고 있다. 아침, 점심, 저녁 그리고 점심과 저녁 사이의 간식(merenda)이다. 이탈리아인들은 다른 정찬 코스를 통해 축제 음식을 즐긴다.

## 아침 (Colazione)

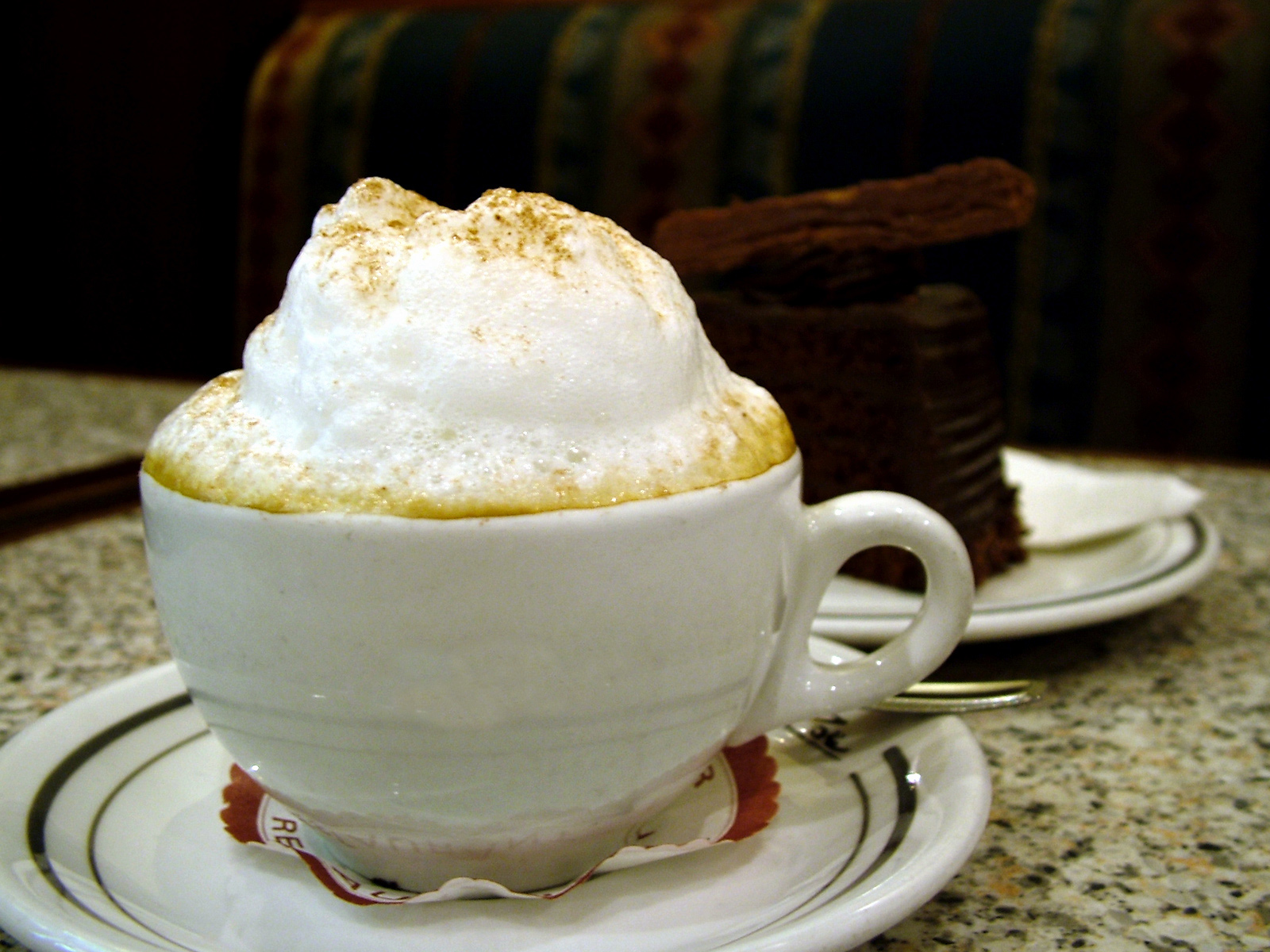
아침 식사로 늘상 볼 수 있는 카푸치노

아침 식사는 전통적으로 유럽 대륙형이며 colazione이라 불려서 영국식이나 아일랜드식과는 다르다. 이탈리아의 전통적 아침 식사는 카페라떼나 빵을 곁들인 커피를 즐긴다. 빵에는 흔히 prima colazione이라 불리는 잼 종류의 것을 바른다. 쿠키(biscotti) 등도 흔히 먹는 것으로 아이들은 우유나 핫초코를 마시며 커피를 조금 타 마시기도 한다. 커피숍에서 아침을 먹는다면 크로와상 같은 빵에 커피를 곁들여 먹는다. 미국식 시리얼도 날로 흔해지고 있는 것이 사실이다.
사실 전통적인 방법이 있다고는 하지만 이탈리아 요리에서 흔히 볼 수 있듯 아침 식사도 지방에 따라 많이 다르다. 아오스타 계곡이나 트렌티노-알토 지방은 죽을 먹는다. 투스카니나 움브리아 지방은 과거 아이들도 어른들과 같이 레드 와인을 마시곤 했다고 한다. 살짝 비스킷에 찍어 먹는 방식이다.
요즘에는 영국인 관광객이 날로 늘어나고 있기 때문에 여러 호텔에서도 모두 갖춰 먹는 아침 식사가 흔히 나타나고 있다. 차를 같이 마시는 영국식 아침 식사로 소시지, 베이컨, 달걀, 블랙푸딩, 버섯 등을 같이 포함하는 식이다. 미국식 아침식사라면 메이플시럽과 팬케이크를 먹을 것인데 이것 또한 로마에서는 흔히 볼 수 있다. 사람들은 보통 7시-10시에 먹는다.

## 점심 (Pranzo)
전통적으로는 점심 식사가 가장 중요하다. 대부분의 가게가 점심 휴식(pausa pranzo)을 13시-16시에 갖기 때문에 보통 노동자들까지도 집에서 가족이나 친구들과 함께 식사를 한다. 이런 이유로 해외 거주 이탈리아인들은 식사를 오래 가진다는 의심을 받기도 하지만 항상 그런 것은 아니다. 근대화를 거쳐 생활이 바빠지면서 긴 식사를 즐기기도 어려워지고 있는 것이 사실이다. 그럼에도 불구하고 이탈리아인들은 가족들끼리 같이 식사를 즐기기를 상당히 즐기는 편이다. 대부분의 학교에서 아이들은 점심을 집에가서 먹을 수도 있고 간단한 점심을 학교 구내 식당에서 먹어도 된다. 패스트푸드나 통조림 요리가 흔해진다는 사실은 집에서 먹는 식사가 줄어들고 있다는 뜻도 된다.
그렇긴 하지만 여전히 보통 사람들은 토마토 소스로 음식을 직접 해먹기를 즐기기 때문에 한국인에게 흔한 개념인 테이크아웃이 특별히 남부 이탈리아나 시골에서는 흔치 않을 수 있다. 이탈리아인들은 점심 시간에도 식사 순서가 빠네 에 올리오(pane e olio)라고 해서 마늘과 구운 빵을 소금과 함께 먹거나 빠네 에 폼도로(토마토와 함께 빵)를 먹기도 한다.

## 저녁식사 (Cena)
저녁 식사는 보통 이탈리아에서 가볍게 먹는 편이다. 보통 가볍게 피자집에 가거나 식당에서 먹는 편인데 수프나 죽, 샐러드, 파스타 등을 먹거나 점심 때 남은 음식을 그냥 먹을 수 있다.

## 정찬

### 식전주
식전주(aperitivo)로 식사가 시작되며 에피타이저와 매우 흡사하다. 포도주나 프로세코, 샴페인 등을 마신다. 때로는 올리브나 과일, 치즈, 견과류, 스낵 등과 같이 먹는다.

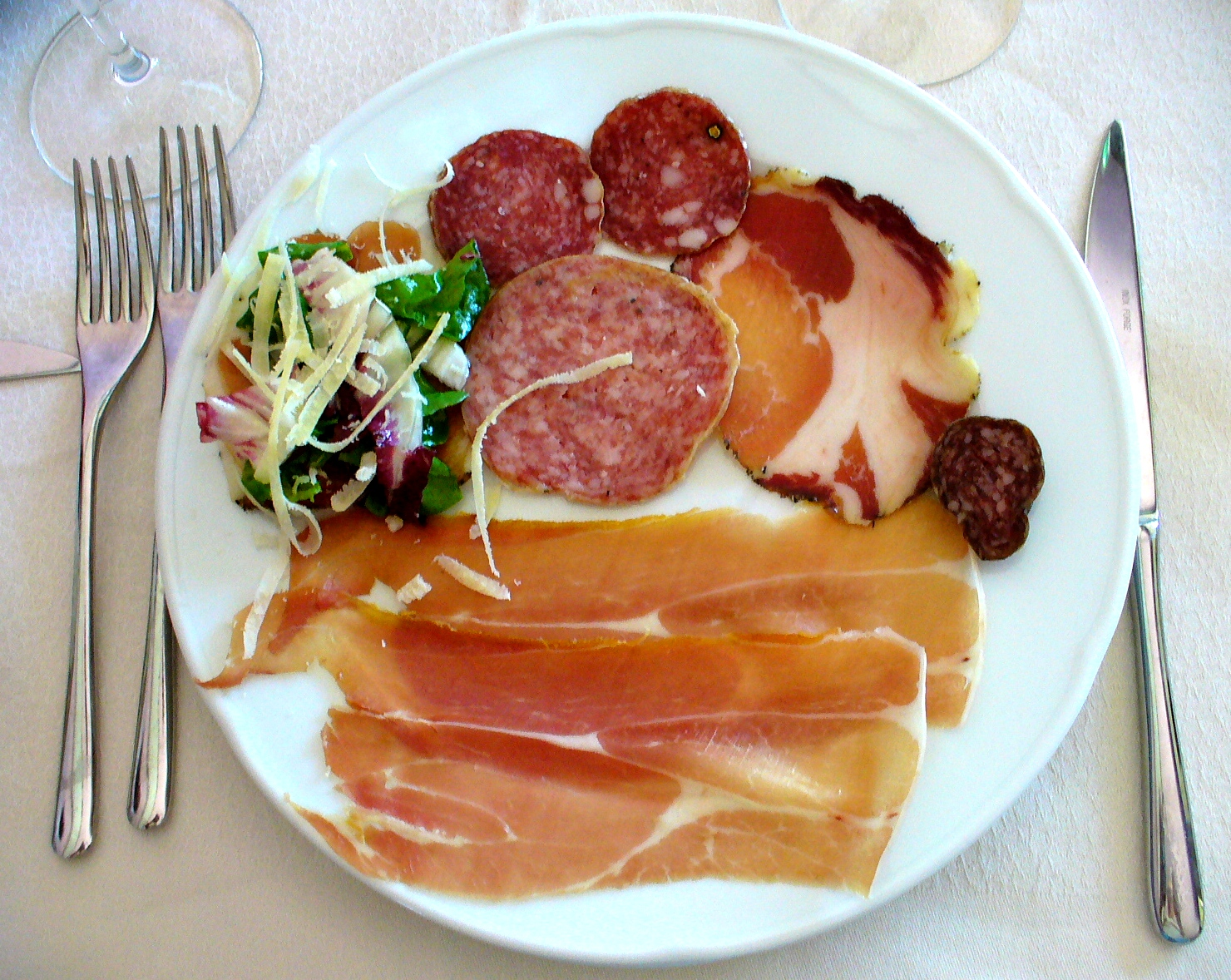
전채 요리(Anti pasto

### 전채 요리Antipasto
전채요리(안티파스토)는 처음 먹는 요리보다는 조금 무겁다. 항상 그런 것은 아니지만 차게 먹기도 한다. 조각을 낸 고기 요리(Affettati), 돼지고기, 살라미, 햄, 모짜렐라, 샌드위치 같은 파니노, 연어, 야채 요리, 브루스케타(바게트빵 위에 야채 등을 올려 먹는 것) 등을 먹는다.

### 첫 번째 정찬

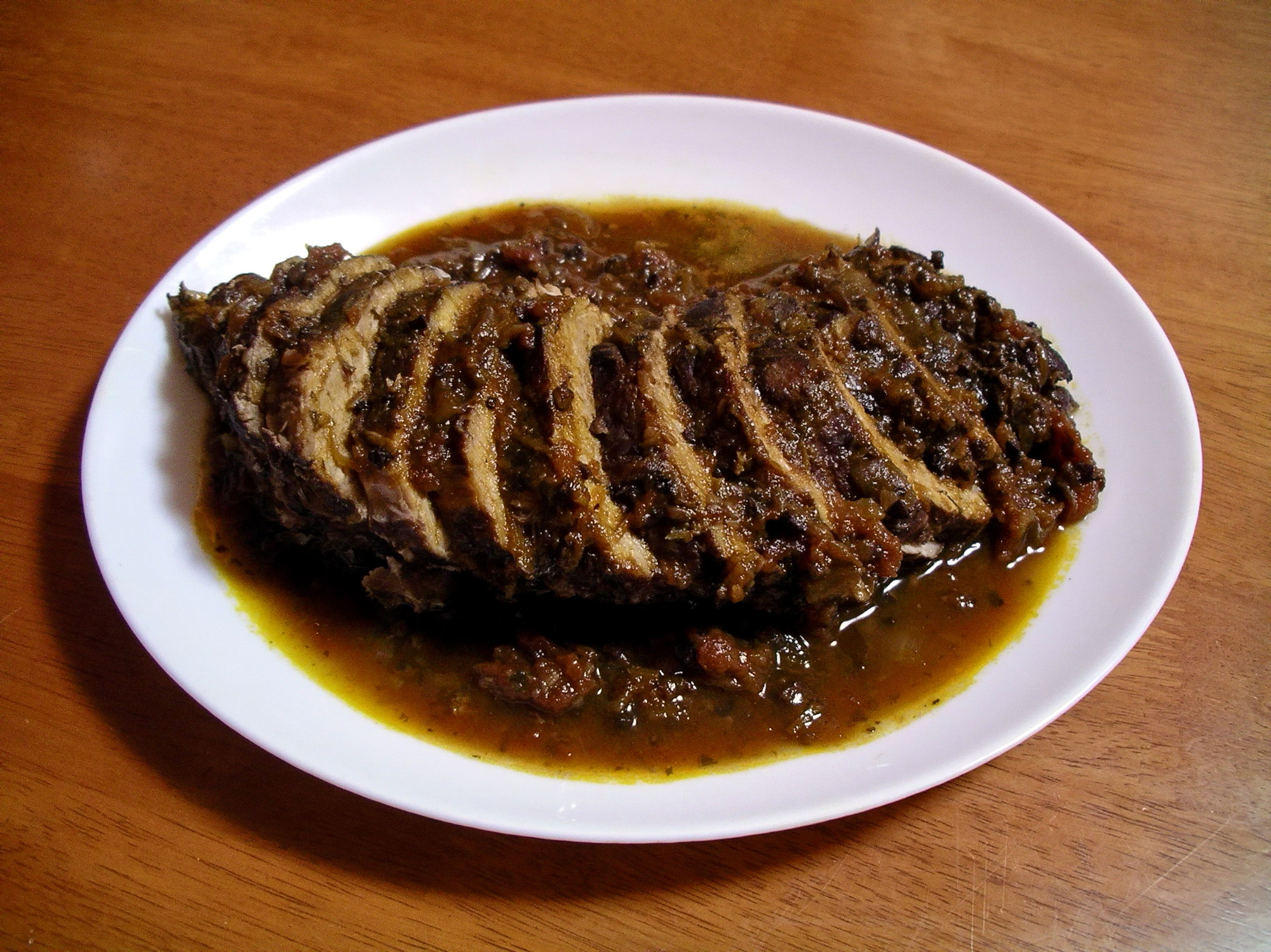
롬바르디아 지방에서 먹는 돼지고기 스튜

정찬 첫 번째 코스는 primo라고 불린다. 전채보다는 자연히 무거운 음식을 뜨겁게 해서 먹는데 두 번째 코스 요리의 준비 단계로 보면 된다. 육류 요리는 아니모 리소토, 파스타, 수프, 뇨끼, 폴렌타, 라자냐 등을 먹는다.

### 두 번째 정찬
가장 중요한 부분으로 주식 즉, piatto principale라 불리기도 한다. 이 때가 돼서야 소시지, 칠면조, 스테이크, 소고기, 대구, 연어, 가재, 양고기, 닭고기 등  육류가 나온다.

### 사이드 디쉬(Contorno)
콘토르노 혹은 복수로 contorni라 불리는데 두 번째 정찬과 같이 먹는다. 야채나 고기를 먹는데 차게 따뜻하게 혹은 날 것으로 먹을 수도 있다. 따로 먹는 것이 보통이라서 육류와는 같은 접시에 같이 먹을 수 없다.

### 샐러드(Insalata)
만약 콘토르니에서 샐러드가 없다면 모르지만 신선한 야채를 먹는 단계가 인살라따이다.

### 단 것(Dolce)

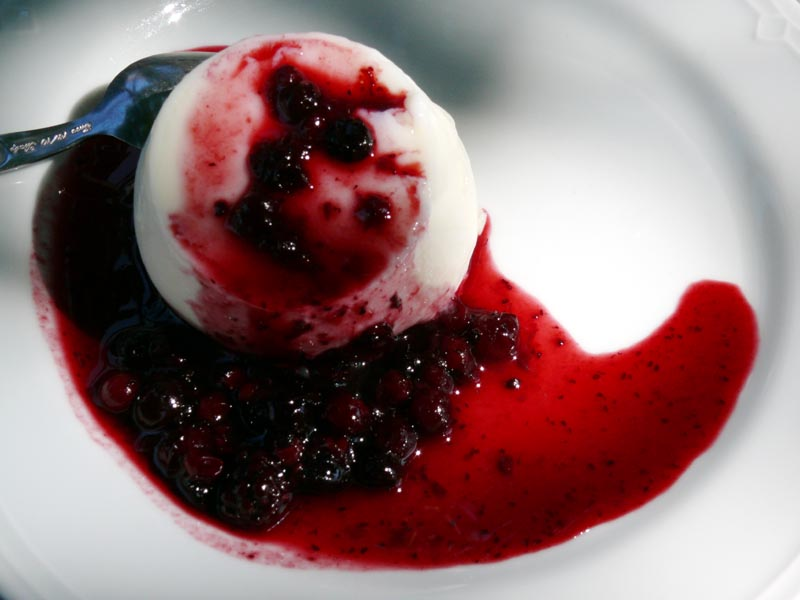
판나코타, 이탈리아식 후식

두 번째 정찬 다음에 먹는 것이 후식으로 il dolce이라 부른다. 일상적으로 먹는데 정찬을 먹은 다음에 입가심으로 먹는 것이다. 추파 잉글레세, 파네토네, 티라미수나 판나코타, 판도로, 젤라토, 케이크/파이 등을 먹는다. 크리스마스나 부활절에는 먹는 것이 따로 있으며 이탈리아식 아이스크림으로 잘 알려진 젤라토도 흔히 먹는 것이다. 전국적으로 흔하기는 하지만 지역에 따라 매우 다양한 것도 이탈리아 요리 중 후식의 특징이다. 나폴리와 시칠리아에서 나타나는 것이 매우 다르다.

### 카페(Caffè)

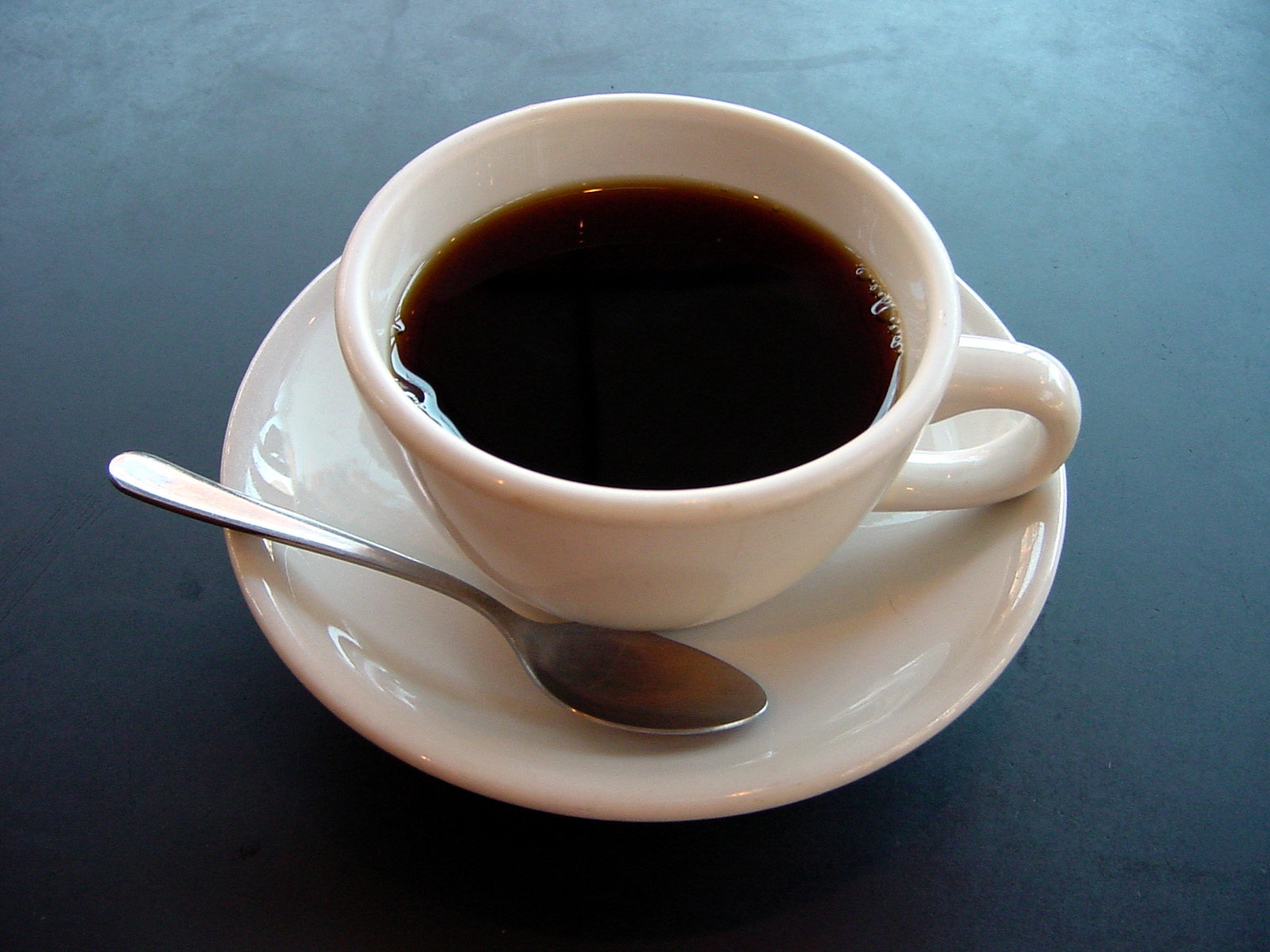
에스프레소 사이즈 컵으로 먹는 진한 커피

정찬 식사 맨 마지막이커피로 식후주가 끝난 뒤에 먹는 것이 커피이다. 다른 나라와 달리 밀크라떼나 카푸치노를 흔히 먹지 않고 에스프레소처럼 진한 커피를 아주 뜨겁게 해서 마신다.

### 식후주(ammazzacaffè)
식후주는 ammazzacaffè라 불린다. 오랜 식사 후에 편안하게 소화가 이뤄질 수 있도록 하기 위해 마신다.

## 같이 보기
- 이탈리아 요리